# Маяково
Маяково (рос. Маяково) — присілок в Струго-Красненському районі Псковської області Російської Федерації.
Населення становить 72 особи. Входить до складу муніципального утворення Новосельська волость.

## Історія
Від 2015 року входить до складу муніципального утворення Новосельська волость.

## Населення
| 2001 | 2002 | 2010 | 2011 |
| ---- | ---- | ---- | ---- |
| 97   | ↘88  | ↘40  | ↗72  |